# 1923年の航空
< 1923年
1922年の航空 - 1923年の航空 - 1924年の航空

## 航空に関する出来事
- 1923年 - シコルスキー・エアクラフト社設立。
- 1923年 - ベルギーの航空会社、サベナ・ベルギー航空が設立される。

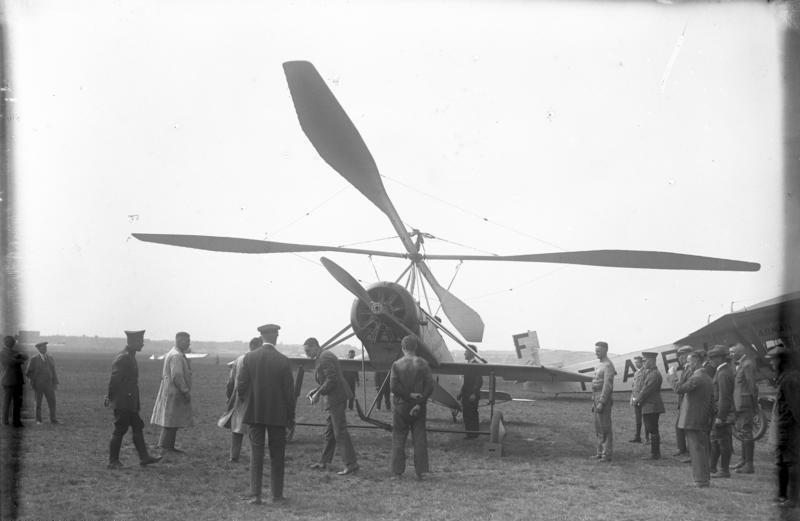
オートジャイロ(1930年の写真)

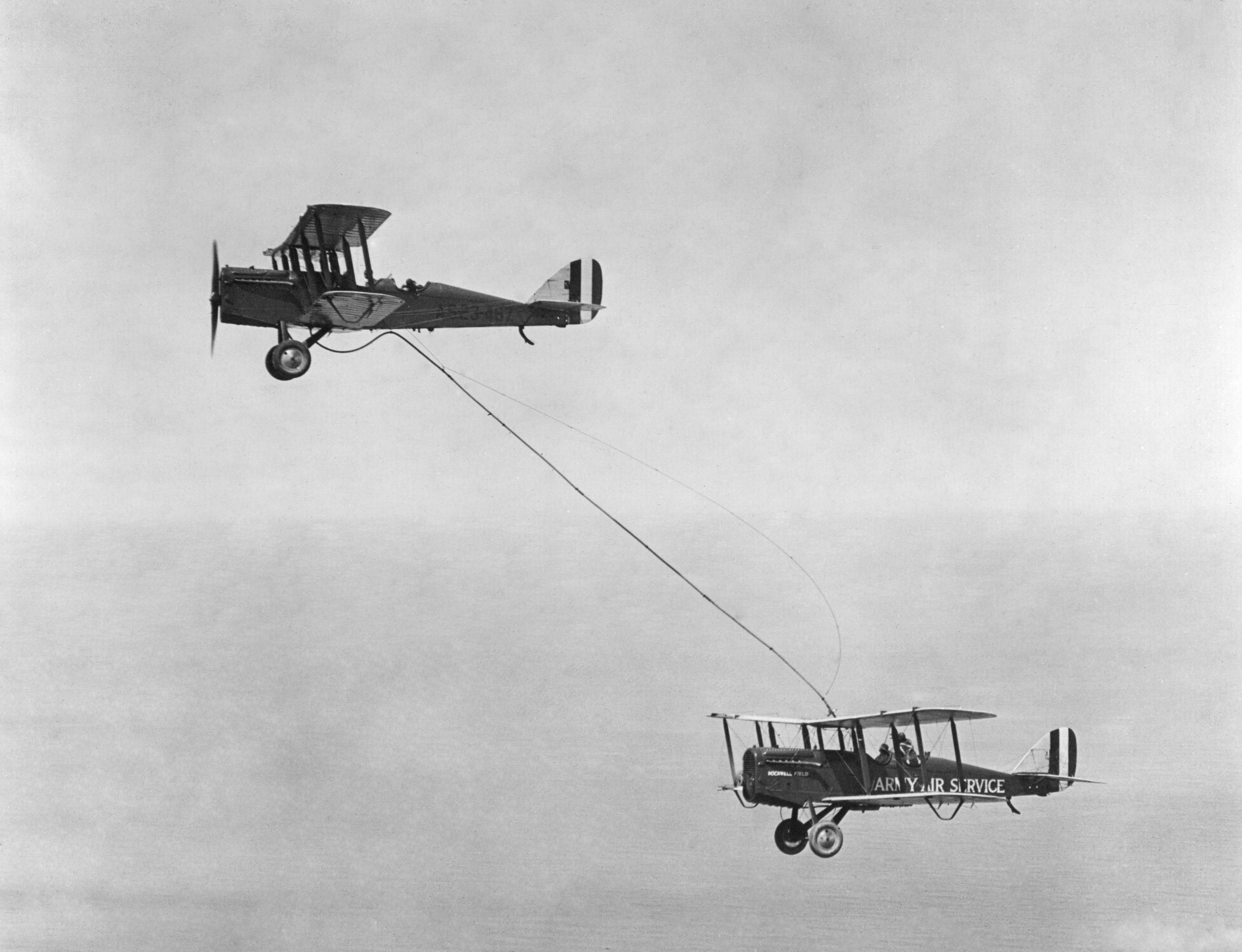
1923年6月27日の最初の空中給油

- 1月9日 - スペイン人のフアン・デ・ラ・シエルバ、試作機4号機によりオートジャイロの初飛行。
- 1月11日 - 朝日新聞社が主催した東西定期航空会が大阪の城東練兵場と東京・洲崎の埋立地第1号地間の定期郵便飛行を開始する。
- 2月22日（2月5日説も） - ウイリアム・ジョルダン大尉、航空母艦 鳳翔への着艦に成功。
- 2月22日 - 東西定期航空会の定期航空飛行で、島田武男の操縦するが白戸式25号が吹雪に遭遇し明神ガ岳に衝突し、民間定期航空最初の犠牲者となった。[1]
- 3月 - ロシアの航空会社、アエロフロートがドブロフロートとして設立される。
- 3月16日 - 吉良俊一大尉、日本人として初めて航空母艦への着艦に成功。
- 4月14日 - フランスのエティエンヌ・ウーミシェンが国際飛行連盟に公認された最初のヘリコプターの距離記録となった358mの飛行を行う。
- 5月2日〜3日 - 米陸軍のオークリー・G・ケリー中尉とジョン・A・マクレディー中尉がニューヨークからロサンゼルスの無着陸飛行に初めて成功。
- 6月27日 - ローウェル・スミスとジョン・リヒターが空中給油に成功した。
- 7月 - アメリカ合衆国の人力飛行機、ガーハート サイクルプレーンが初飛行した。自動車で牽引されて浮上した後、切り離され、しばらく安定した水平飛行をすることができた。
- 7月1日 - アルゼンチン生まれの発明家、ラウル・パテラス・ペスカラが同軸ローターを持つヘリコプターで86mの飛行を行う。（1923年中に4分13秒の飛行まで飛行時間を延ばす）
- 8月15日 -ソビエト連邦、最初の単葉戦闘機ポリカルポフ I-1の原型機、IL-400が初飛行した。
- 9月4日 -ヘリウムを充填してシェナンドーが初めて飛行した。
- 9月28日 - シュナイダー・トロフィー・レースがイギリスの Cowesで行われ、アメリカ合衆国のディビッド・リッテンハウスがカーチス CR-3で平均速度285.5 km/hで優勝した。
- 10月2日 - ベルリンのテンペルホーフ国際空港が開港した。
- 10月23日 - ハインリヒ・フォッケ（製造担当）、ゲオルグ・ウルフ（テストパイロット）、ウェルナー・ノイマンによって、ブレーメンに 「ブレーマー航空機製造株式会社 (Bremer Flugzeugbau AG)」が設立された。翌年1月にフォッケウルフ社 (Focke-Wulf-Flugzeugbau AG) に改名された。

## 1923年に初飛行した機体の画像

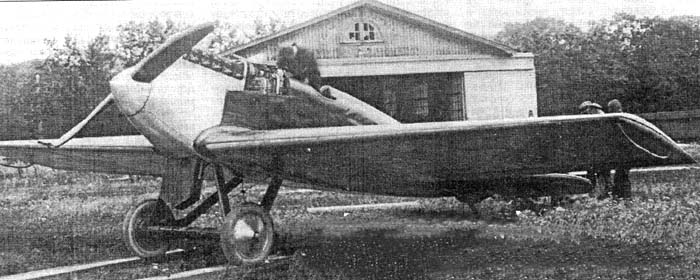
ポリカルポフ I-1 （8月23日）
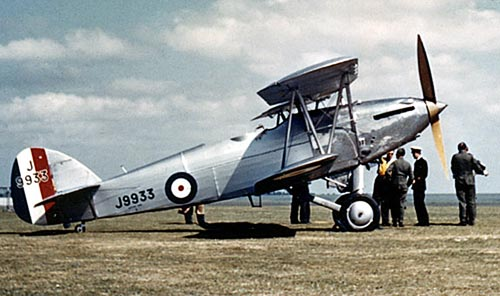
ホーカー ハート （6月）
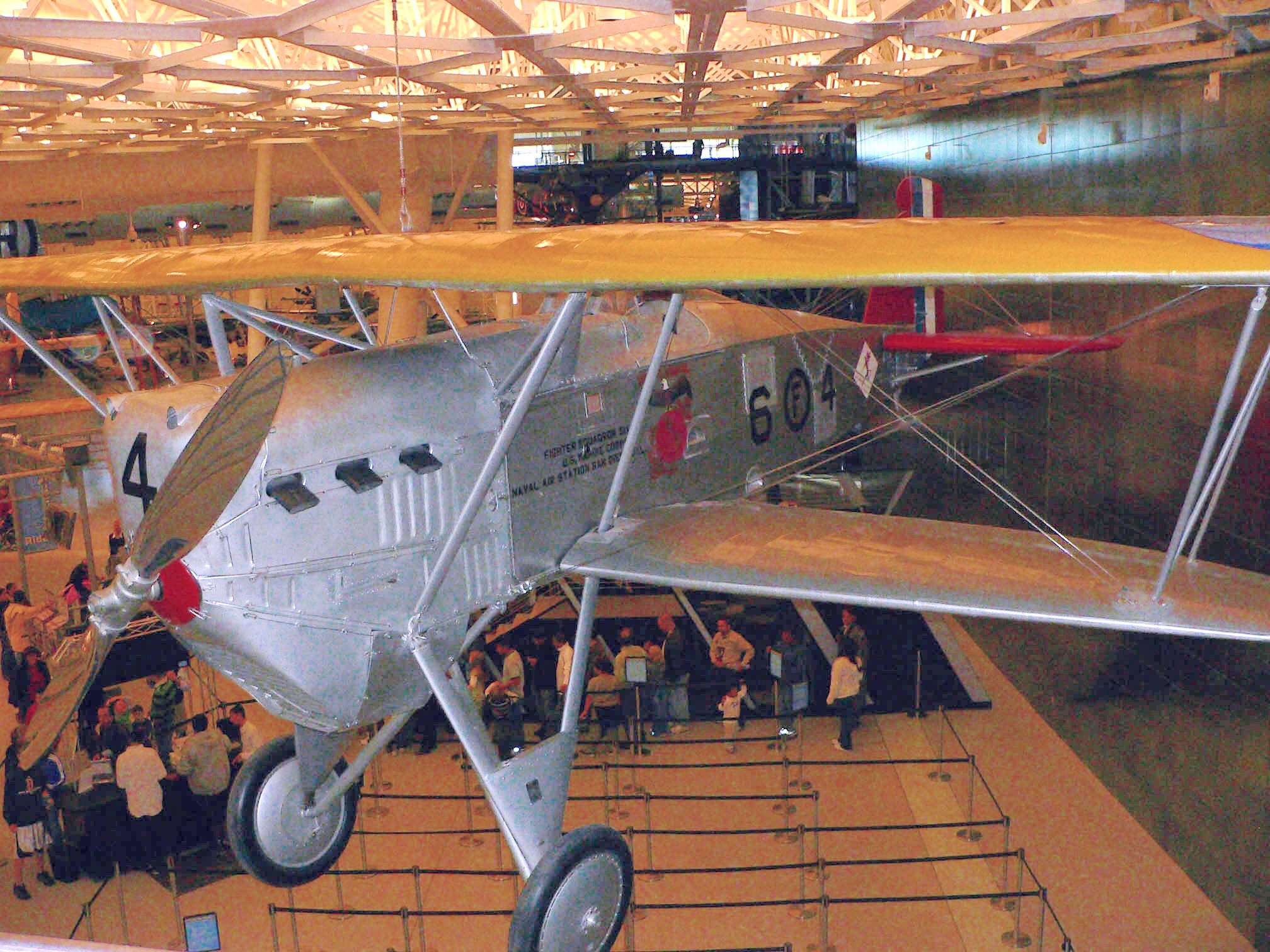
ボーイング PW-9 （6月2日）

## 航空に関する賞の受賞者
- フランス飛行クラブ大賞（Grande Médaille de l'Aéro-Club de France ）： ルイ・ブレゲー、ピエール＝ジョルジュ・ラテコーエル、デュドネ・コスト
- イギリス飛行クラブ金賞：S.F. McClean